# Gilchrist
Gilchrist  è un nome proprio di persona scozzese maschile.

## Origine e diffusione
Deriva dall'espressione scozzese gille Críst, dal gaelico giolla Chríost, che vuol dire "servo di Cristo"; è quindi analogo, per semantica, ai nomi Abdieso e Maoilios.
Il nome è in uso in Scozia almeno dal XII secolo, e ha dato origine ad un cognome omonimo, che potrebbe essere stato ripreso a sua volta come nome intorno al XVII secolo.

## Onomastico
Non esistono santi che portano questo nome, che quindi è adespota. L'onomastico può essere festeggiato in occasione di Ognissanti, il 1º novembre.

## Persone
- Gilchrist Maclagan, canottiere britannico
- Gilchrist Nguema, calciatore gabonese